# Oktogen
Oktogen, chemickým názvem cyklotetramethylentetranitramin nebo 1,3,5,7-tetranitro-1,3,5,7-tetraazoktan, je velmi silnou, bezpečnou trhavinou, označovanou také zkratkou HMX (z angl. Her Majesty's Exposive či High Melting Point Explosive). Praktické využití nalézá pouze ve speciálních aplikacích především ve směsi s jinými výbušninami.

## Základní fyzikální a chemické vlastnosti
Chemicky je oktogen cyklický tetraamin, jehož 4 dusíkové atomy osmičlenného cyklu nesou namísto vodíkového atomu nitroskupinu (NO2).
Je to jemná krystalická prášková látka o hustotě 1,91 g/cm3 a teplotě tání 276 – 286 °C. Při zahřátí na teplotu 335 °C (při rychlosti zahřívání 20 °C/min) dochází k samovolnému explozivnímu rozkladu (teplota vzbuchu). Detonační rychlost je 9 100 m/s.
Ve vodě je prakticky nerozpustný, stejně tak jako ve většině běžných organických rozpouštědel. Na rozdíl od hexogenu je stálejší vůči působení alkálií.

## Výroba
Oktogen je v průmyslovém měřítku obvykle získán jako boční produkt při výrobě hexogenu. Existuje pak řada postupů, jak od sebe obě tyto látky oddělit.
Směs hexogenu a oktogenu, bohatá na oktogen, se nejlépe připravuje reakcí dusičnanu hexaminu, dusičnanu amonného a kyseliny dusičné. Značný podíl oktogenu vzniká v případě, kdy reakce probíhá při teplotě 73–78 °C, načež se směs ochladí na 25 °C a pak teprve filtruje. Tato směs (s teplotou tání 191–202 °C) obsahuje kolem 10 % oktogenu.
Pokud potřebujeme připravit skutečně čistý oktogen, je možné využít jeho vyšší stálosti vůči působení alkalických hydroxidů a opatrným zahříváním směsi obou látek s hydroxidem sodným odstranit hexogen jeho rozkladem.

## Pyrotechnické vlastnosti a využití
Oktogen je svými pyrotechnickými vlastnostmi velmi podobný hexogenu a často se při praktickém použití trhavin na bázi RDX pracuje vlastně se směsí obou látek, ve které má hexogen výrazně vyšší podíl.
Použití čistého preparátu je omezeno jeho vyšší cenou. V některých případech je však výhodou jeho vyšší teplota vzbuchu a používá se proto při výrobě speciálních termostabilních trhavin.
Je nejvýkonnější (nebrizantnější) široce používanou výbušninou a proto se v aplikacích vyžadujících extrémní účinnost setkáváme téměř výhradně s oktogenem. Téměř všechny hlavice protitankových a protiletadlových zbraní jsou plněny výbušninami, kde oktogen tvoří 75–96 % hmotnosti. Zde je jak součástí litých směsí s TNT (oktoly, např. oktol 75:25), tak součástí lisovaných nebo litých směsí s plastickými hmotami (PBX, PBXN, například PBXN-5).
Ve velmi malých množstvích (řádově 10–20 mg na metr délky) se používá jako náplň detonačních trubek v neelektrických systémech pro odpalování výbušnin (NONEL). Pro náplň detonační trubky je použita směs oktogenu s jemným práškovým hliníkem.